# Unité économique et sociale
Ne doit pas être confondu avec Union d’économie sociale.
Pour les articles homonymes, voir UES.
L'unité économique et sociale (UES) est, en droit du travail français, une notion contraignant au regroupement de plusieurs entreprises juridiquement distinctes pour la mise en place d'un comité d'entreprise (CE) et, depuis la réforme entrée en vigueur en 2018, d'un comité social et économique (CSE) commun. Elle résulte d'une décision de justice ou d'un accord conventionnel. Sous le régime antérieur à la réforme de 2017, quand l'unité constituée avait un effectif inférieur à cinquante salariés, il n'y avait pas d'élection d'un CE. 
L'ancien article L. 2322-4 (précédemment L. 431-1) du code du travail prévoit que « lorsqu'une UES regroupant au moins cinquante salariés est reconnue par convention ou par décision de justice entre plusieurs entreprises juridiquement distinctes, la mise en place d'un CE commun est obligatoire ». Cette disposition est reprise pour le comité social et économique à l'article L.2313-8 du code du travail.
Cette notion est d'origine jurisprudentielle. Apparue pour la première fois dans un arrêt de la Cour de cassation du 23 avril 1970, elle a été reprise par la loi Auroux du 28 octobre 1982. On retrouve la notion d'UES dans les lois Aubry (13 juin 1998 et 19 janvier 2000) relatives à la réduction du temps de travail, ainsi que dans la loi du 19 février 2001 relative à l'épargne salariale. 
L'unité économique et sociale est un ensemble économique et social dégagé de plusieurs entités juridiques distinctes (sociétés, associations…) qui ont une complémentarité d'activité, une communauté de pouvoirs et de direction, et une communauté de travailleurs. L'UES elle-même n'a pas de personnalité juridique.
L'ensemble dégagé sert de base à la mise en place d'institutions représentatives du personnel (IRP) en s'affranchissant des statuts sociaux des entreprises.